# Alpes Cottiae

Alpes Cottiae

Alpes Cottiae, var en romersk provins belägen i motsvarande gränslandet mellan dagens Italien och Frankrike.  Provinsen etablerades år 15 f.Kr. 